# Jasmin Wöhr
Jasmin Wöhr (Tübingen, 21 de agosto de 1980) é uma ex-tenista profissional alemã.